# Robotis Bioloid
Robotis Bioloid是韩国机器人厂商Robotis生产的教育用机器人套装。Bioloid平台由类似于乐高的元件和小的，模块化的伺服（叫做“Dynamixel”），可以组装成轮子、腿或是人形机器人。Bioloid平台以其灵活的机械设计著称，其低廉的成本吸引了众多教育机构，它在国际机器人竞赛RoboCup中也很受欢迎。